# Kollum
Kollum (Friese uitspraak: [’kɔləm]) is een vlek, een dorp met kleinstedelijk karakter, in de gemeente Noardeast-Fryslân, in de Nederlandse provincie Friesland. Kollum is gelegen in het noorden van de Friese Wouden. Het dorp ligt ten noordoosten van Drachten, ten zuidoosten van Dokkum en ten zuidwesten van het Lauwersmeer, vlak ten noorden van Buitenpost, halverwege Leeuwarden en Groningen.
De dorpskern ligt ten noorden van het kruispunt waar de N358 en N910 samenkomen. Door het dorpsgebied stromen onder meer de Zijlsterrijd, het Dokkumergrootdiep en de Stroobossertrekvaart. In 2023 telde het dorp 5.805 inwoners. Onder het postcodegebied van Kollum vallen de buurtschappen It Paradyske, Kollumeroudzijl, Laagland, Ter Lune (deels) en Zevenhuizen. In Kollum spreekt nog een gedeelte van de bewoners het Kollumers, de plaatselijke variant van het Stadsfries.
Het scheldnaam voor inwoners van Kollum is de Kollumer Kat. Deze scheldnaam is later een geuzennaam geworden en komt onder andere terug in de naam van de feestweek: de Kollumer Katdagen.

## Coulisselandschap
Ten zuiden van het dorp bevindt zich het typische coulisselandschap, dat kenmerkend is voor de Friese Wouden. Het coulisselandschap strekt zich eveneens uit in westelijke richting. Hier liggen de dorpen Kollumerzwaag, Veenklooster en Oudwoude, typische namen die alle drie te maken hebben met de woudstreek.
Ten noorden van het dorp bevinden zich juist de uitgestrekte kale weilanden van de kleigronden. Delen van deze gebieden zijn ingepolderde zeearmen en worden de Tochmalanden genoemd. Naar het oosten toe wordt Kollum omzoomd door vruchtbare weilanden met verderop de dorpen Kollumerpomp en Burum.

## Bezienswaardigheden

### Beschermd dorpsgezicht
Een deel van Kollum is een beschermd dorpsgezicht. Omdat Kollum in het verleden altijd een centrale plaats in de regio heeft ingenomen, was er bij de ondernemers van het dorp een relatief redelijke welvaart. Zeker afgezet tegen het feit dat Kollum in een van de armste regio's van het land was gelegen.
Aan de hoofdstraat, de Voorstraat is dit het beste terug te zien aan de gevels, waarbij typische Hollandse gevels als de trapgevel, lijstgevel en de klokgevel de huizen sieren. In totaal bezit Kollum 35 rijksmonumenten. Voorbeelden hiervan zijn het voormalig werkhuis voor armenhuis Oostenburg waarin Kollumer Museum Mr. Andreae is gevestigd en het oude raadhuis.
Enkele rijksmonumenten aan de voorstraat:

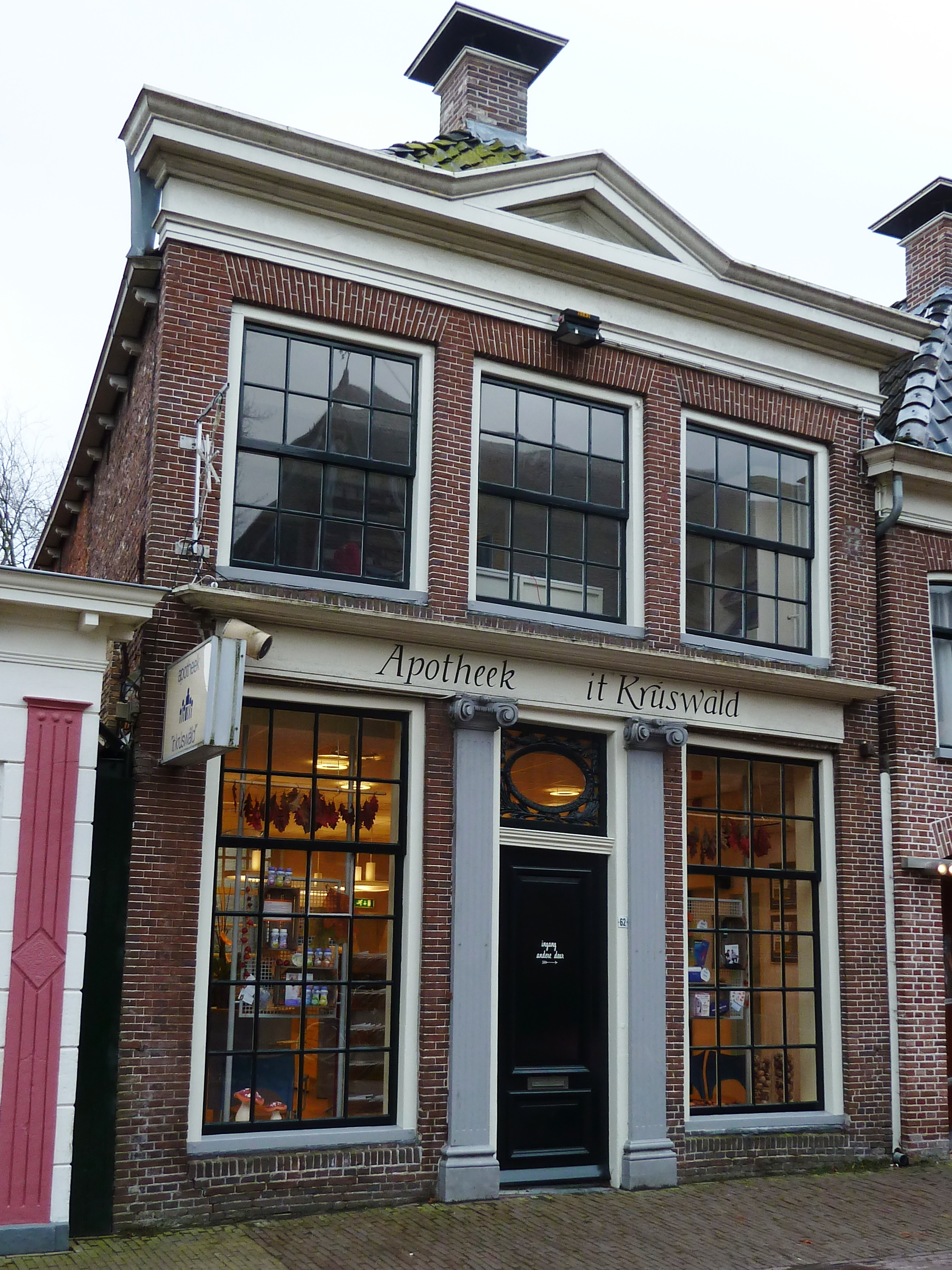
Voorstraat 62
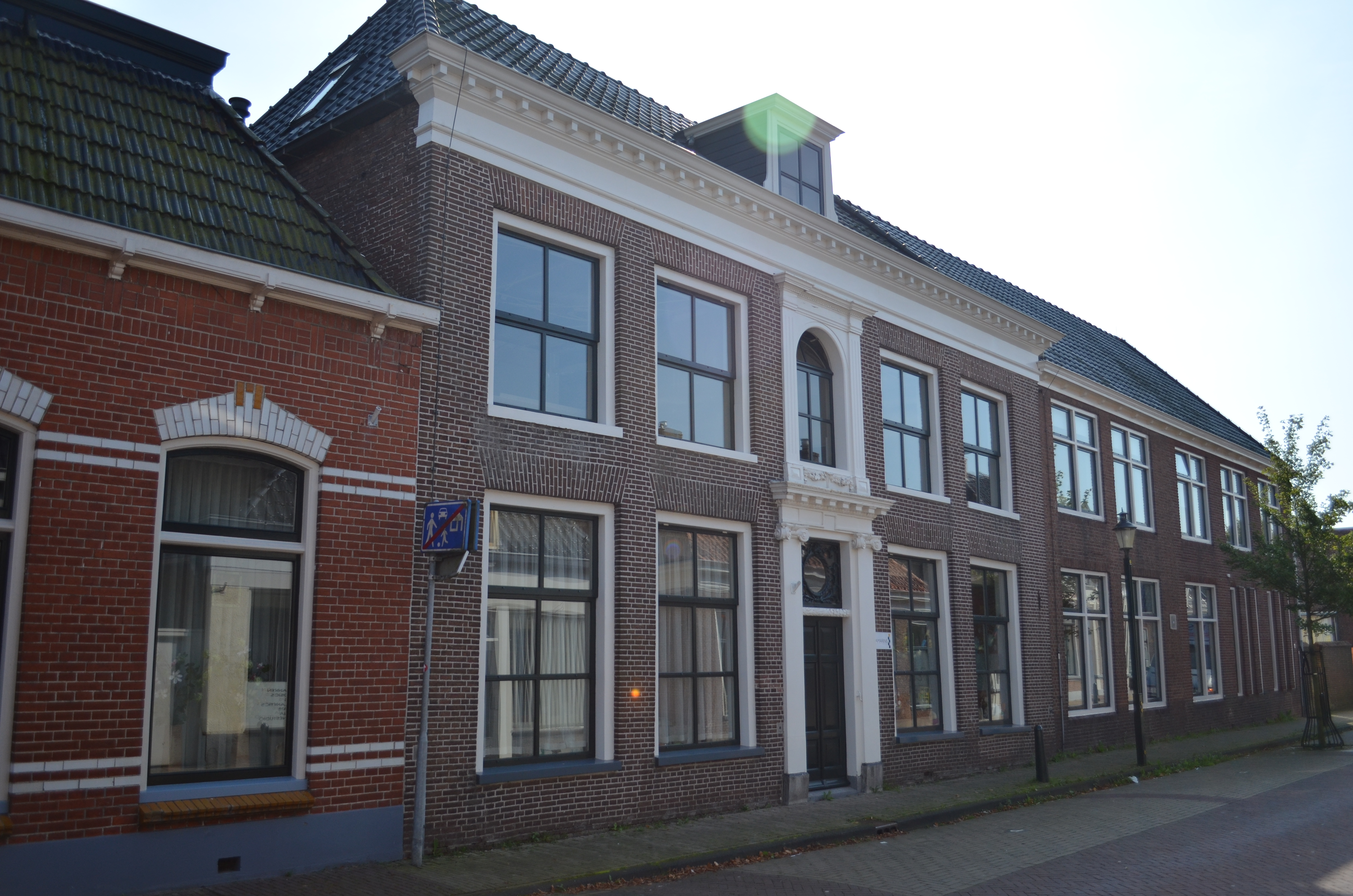
Bethesda, oude liedenhuis
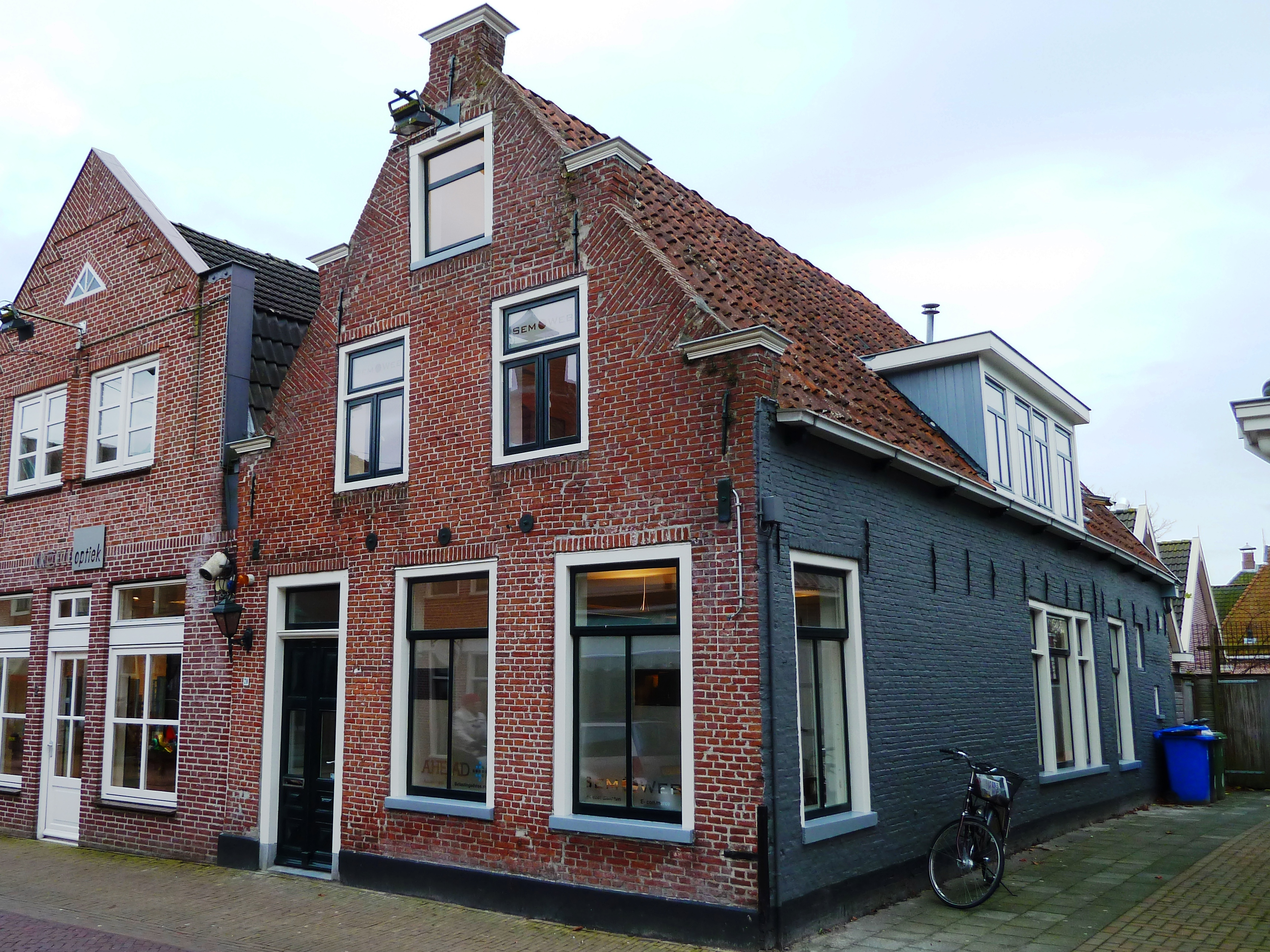
Voorstraat 70
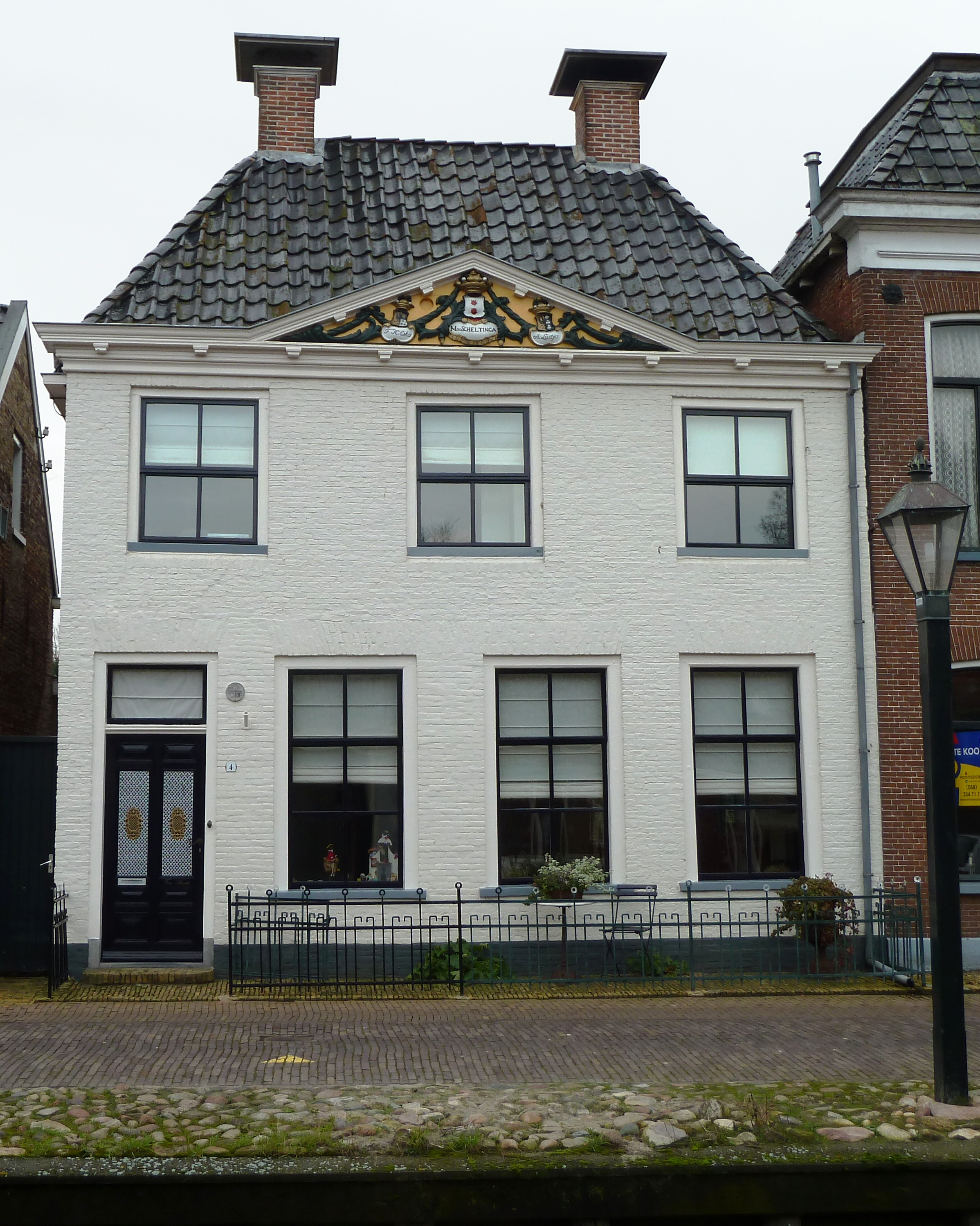
Westerdiepswal 4, voormalige waag

### Feitsmastate

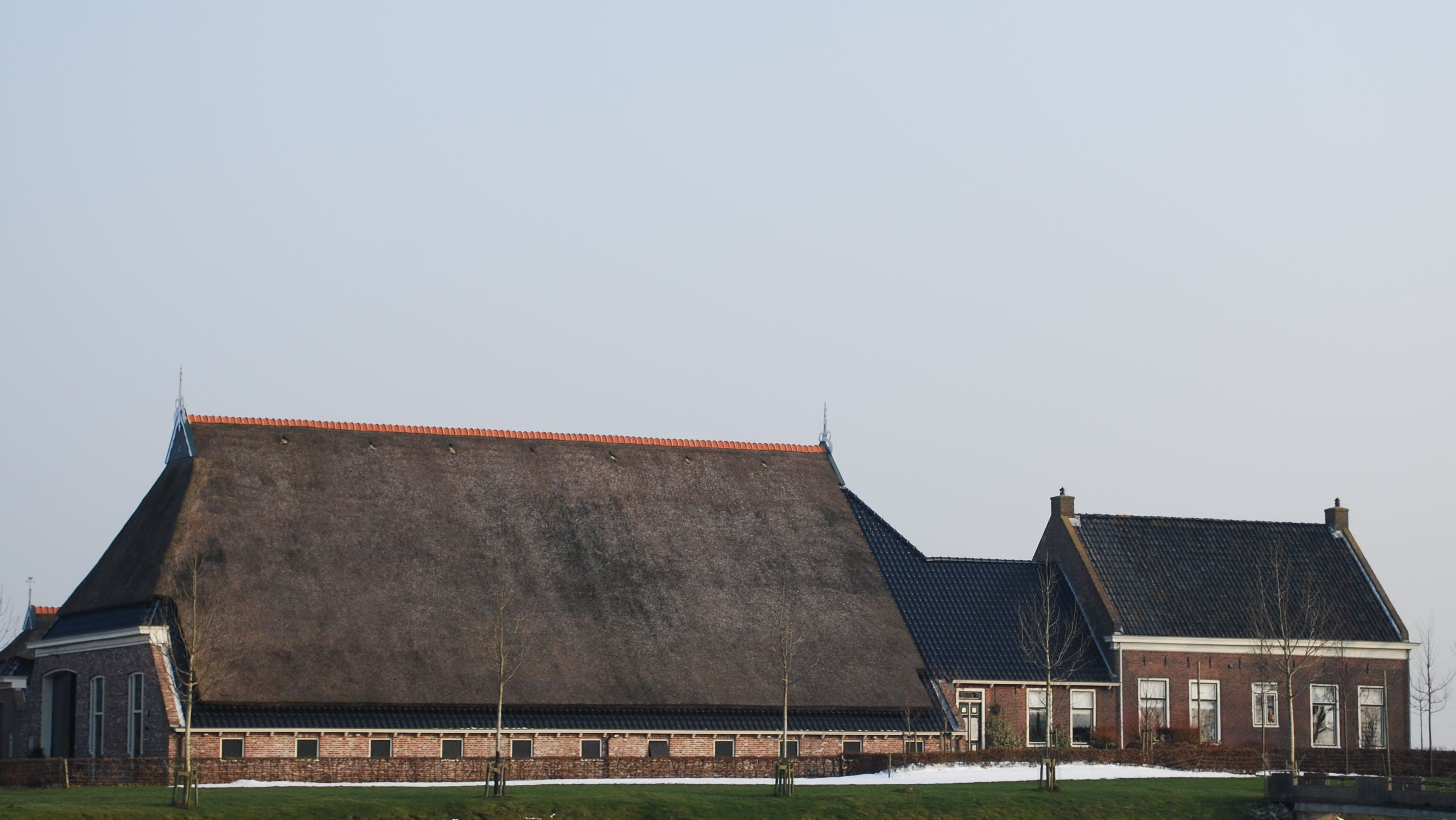
Monumentale kop-hals-rompboerderij Feitsmastate uit 1846 aan de Willem Loréweg bij Kollumeroudzijl.

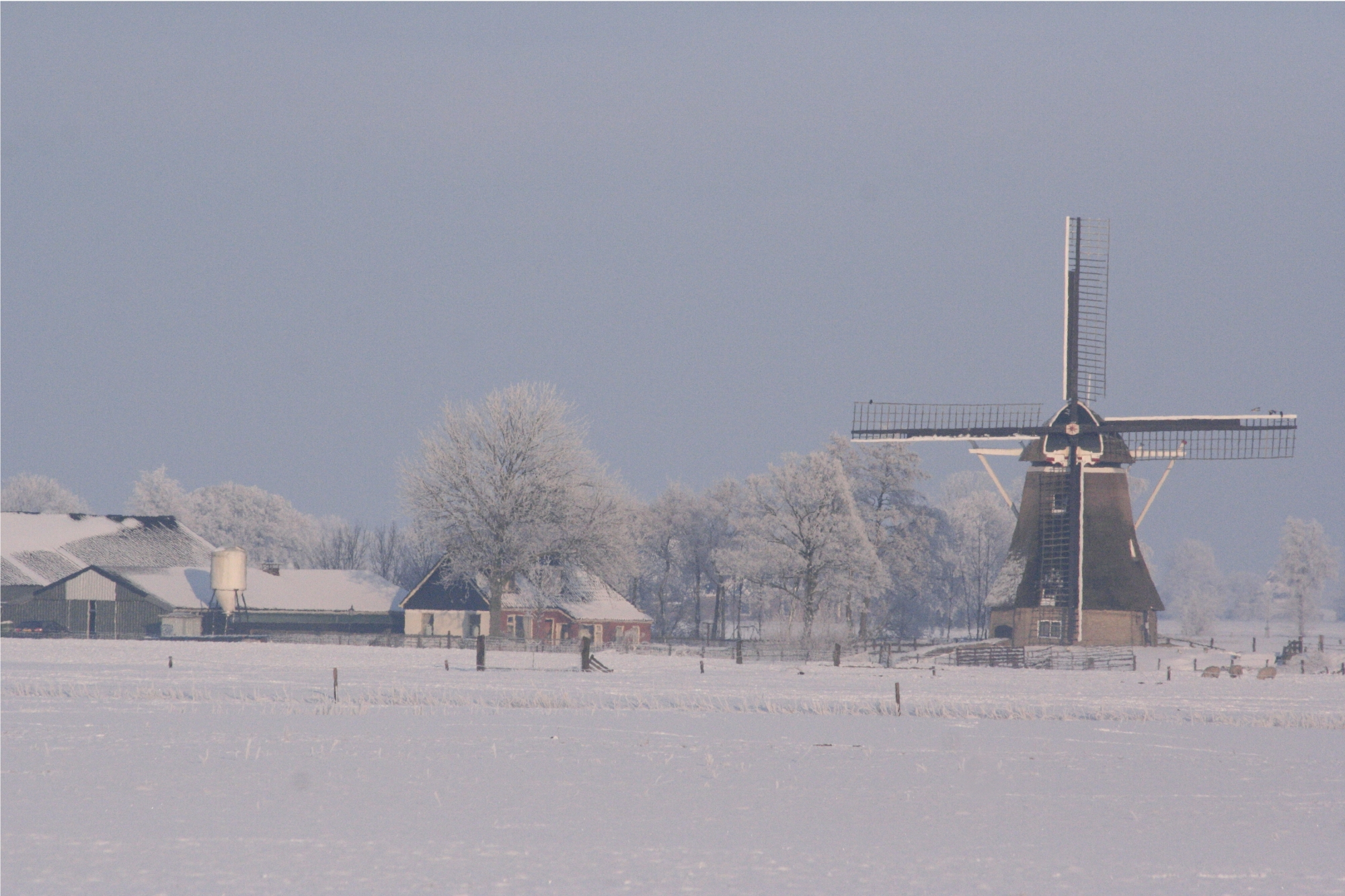
Tochmaland, monniksmolen uit 1892 in Kollum

Ten noorden van Kollum en direct ten zuidoosten van Kollumeroudzijl bevindt zich de Feitsmastate, een monumentale boerderij uit 1846.

### Molen
Net ten noorden van de dorpskern staat de Tochmaland. Dit is poldermolen die een van de grotere windmolens van Friesland is. De molen werd in 1893 gebouwd voor de bemaling van de 550 ha grote polder met dezelfde naam, die het jaar daarvoor gereed was gekomen. Het achtkant van de molen was afkomstig van een houtzaagmolen in Veendam.

## Geschiedenis

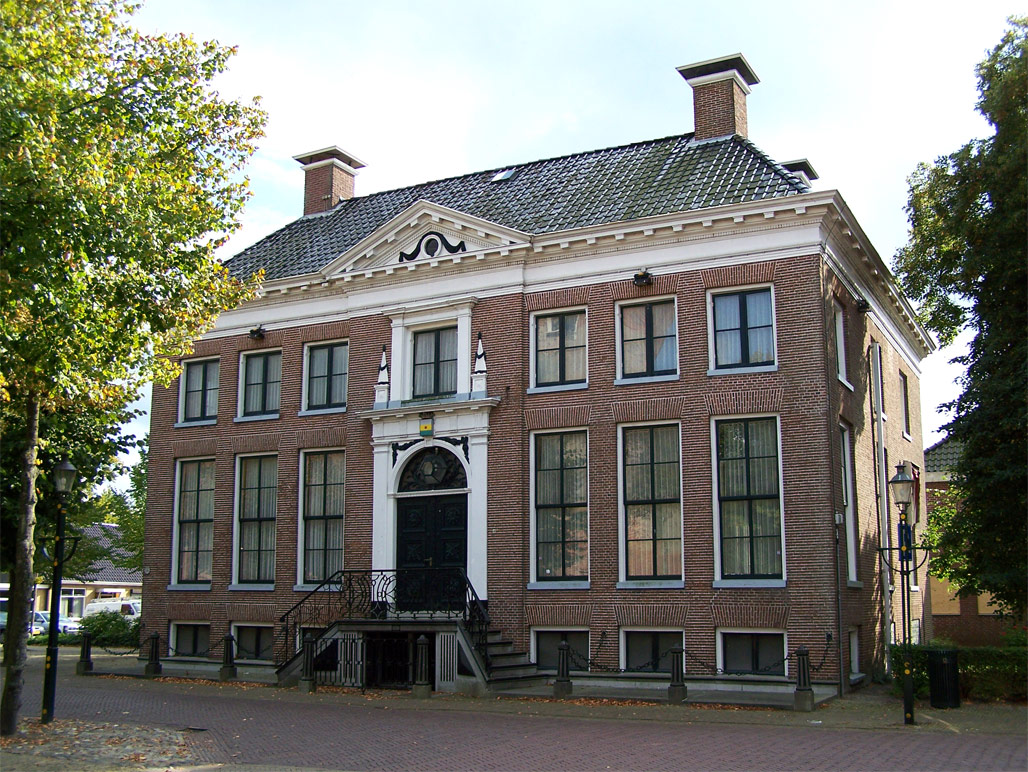
Het oude gemeentehuis van Kollum, aan de Voorstraat. Het is in 1809 gebouwd in empirestijl, als woonhuis van Willem Hendrik van Sytzama. In 1836 werd H. Eskes eigenaar en in 1895 werd het aangekocht door het gemeentebestuur. In 2003 verhuisde het gemeentebestuur naar Westenstein, in vroegere tijden eveneens in het bezit van een lid van de familie Eskes.

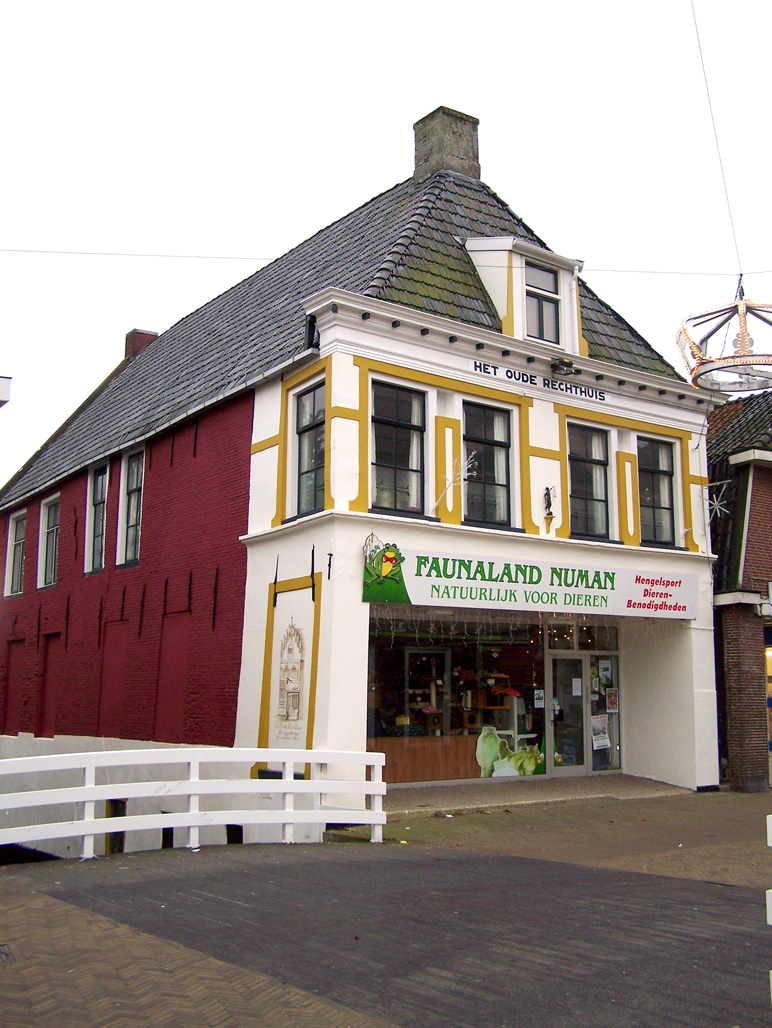
Oude rechthuis

Kollum is in de vroege Middeleeuwen ontstaan op de rand van een zandplateau als een nederzetting bij de direct met zee in verbinding staande Dwarsried. Kollum ligt in de zogenaamde Friese Wouden. Deze woudstreek strekt zich uit op het zandplateau, dat zich grofweg uitstrekt van Drachten tot Dokkum.
Kollum is ontstaan op enkele terpen. Het heeft mogelijk wat noordelijker gelegen van de Dwarsried en is later verschoven naar de zuidelijke terpen. In 12e eeuw werd de plaats in een kopie van een document uit de 9e eeuw vermeld als Colleheim en in kopie van een stuk uit 944 Colheim. Ook wordt een nederzetting Kollumerhorn (Colmerhorn) genoemd. Tussen de 11e en 13e eeuw werden de landerijen ten noorden van Kollum ingedijkt en werden de omliggende (veen)gronden ten zuiden van het dorp in cultuur gebracht. Hierdoor ontwikkelde het zich als een wegdorp en daarna kreeg Kollum steeds meer een centrumfunctie in de omgeving.
In 1383 werd het vermeld als to Collum, 1399 als te Kolme en in 1472 als Kollum. De plaatsnaam verwijst naar het naar het feit dat het de woonplaats (heem/um) was van de persoon Collan, een gereconstrueerde persoonsnaam en moderne versie Kolle.
Door de brede natuurlijke stroom van de Dwarsried die in verbinding stond met de Lauwerszee, was Kollum geschikt als haven voor de uitvoer van boter, kaas en vooral granen. Kollum werd naamgever en hoofdplaats van de grietenij Kollumerland, met de bouw van een rechthuis werd het centrumdorp bevestigd.
In de 16e eeuw was Kollum, naast de steden, een belangrijk handelscentrum geworden. Die functie werd nog versterkt door de stichting van een waaggebouw, waardoor onder meer een aanzienlijk deel van de Dokkumer kaashandel naar Kollum werd overgebracht. De 17e en 18e eeuw waren voor Kollum tijden van groei en bloei dankzij handel en scheepvaart. In het midden van de 17e eeuw kwam op kosten van de stad Dokkum de Stroobossertrekvaart tot stand, waardoor Kollum via de korte Kollumertrekvaart een goede verbinding kreeg met het zuiden. Er liep een Hessenweg langs Kollum, nog steeds herkenbaar in een straatnaam.
Het rechthuis was op 3 en 4 februari 1797 het toneel van het zogenaamde Kollumer Oproer. Dit werd veroorzaakt door een toenemend verzet tegen de burgerbewapening, ingesteld door de Franse overheersers, om bestand te zijn tegen de Prinsgezinden. De arrestatie en gevangenneming in het Kollumer rechthuis van de Oranjegezinde Abele Reitzes, zorgde voor zoveel opschudding in de regio, dat een grote menigte zich verzamelde om hem te bevrijden. Op de weg naar het rechthuis werden grote vernielingen aangericht. Door met groot machtsvertoon dit oproer in de kiem te smoren en 168 mensen te arresteren, wisten de patriotten de rust weer te laten keren.
Geleidelijk is Kollum vooral langs de Voorstraat en enkele zijstraten uitgebreid, gedurende de 19e eeuw kwam er in het zuiden ten westen van de trekweg bebouwing bij. Gedurende de 20e eeuw en vooral na de Tweede Wereldoorlog is Kollum sterk uitgebreid. Eerst in het zuidwesten en aan de oostelijke zijde van de trekvaart, later aan de noordoostelijke zijde en ten slotte in het noorden. De huidige uitbreiding vindt vooral plaats aan de westelijke (woningbouw) en de oostelijke kant (bedrijventerrein) van het dorp. Aan oostzijde werd begin jaren 1990 het Kollumer Kanaal gegraven als verbinding tussen de Zijsterrijd en de Stroobossertrekvaart.
Het dorp Kollum was tot 2019 de hoofdplaats van de gemeente Kollumerland en Nieuwkruisland waarna deze is opgegaan in de Noardeast-Fryslân.

## Kerken
Het dorp heeft meerdere kerken. De oudste is de Maartenskerk, een gotische kerk met delen uit de dertiende en vijftiende eeuw en opnieuw ontdekte muurschilderingen. De Oosterkerk is de gereformeerde kerk uit 1925, een ontwerp van architect Egbert Reitsma. Sinds 2008 wordt de gereformeerde kerk de Oosterkerk genoemd.
De Kandelaar is de hervormd-gereformeerde kerk. Een verbouwde boerderij uit 1941. Opgericht uit onenigheid met de bestaande hervormde evangelisatie (die later terugtrad in de hervormde kerk) als 'Hervormde Evangelisatie Vereniging op Gereformeerde Grondslag'. In 1997 teruggekomen in de hervormde kerk.

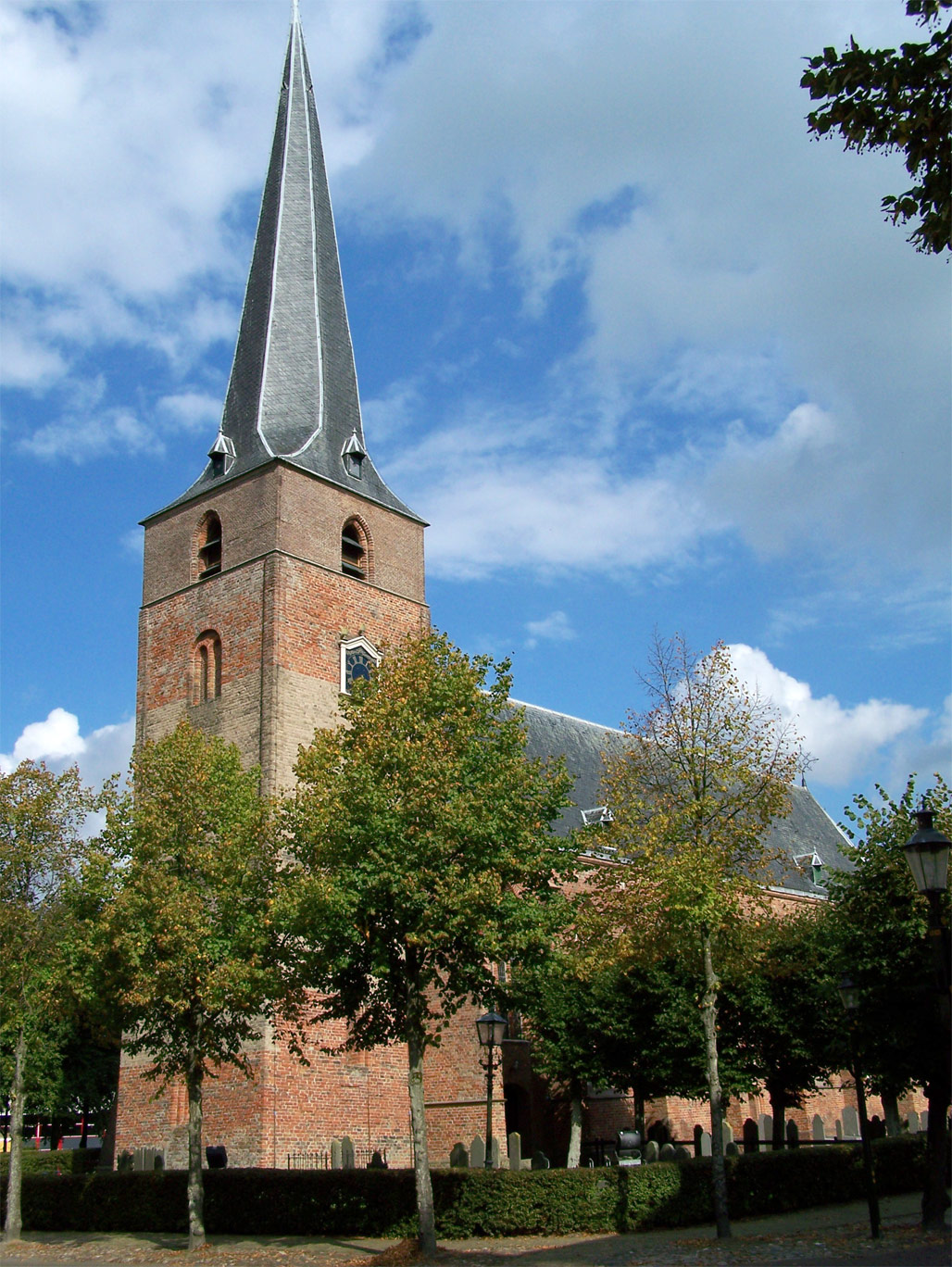
Sint-Maartenskerk
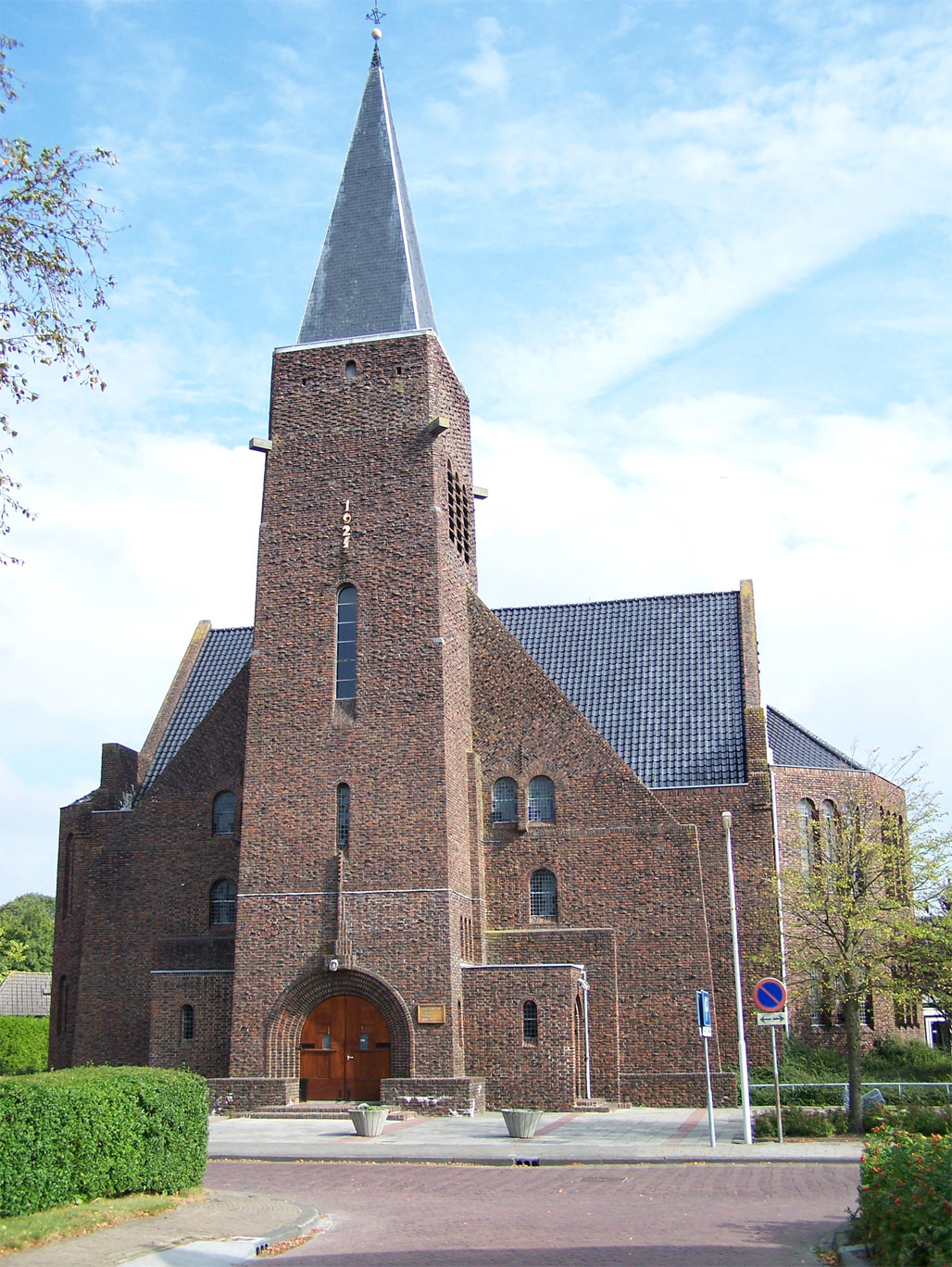
Oosterkerk (gereformeerde kerk)
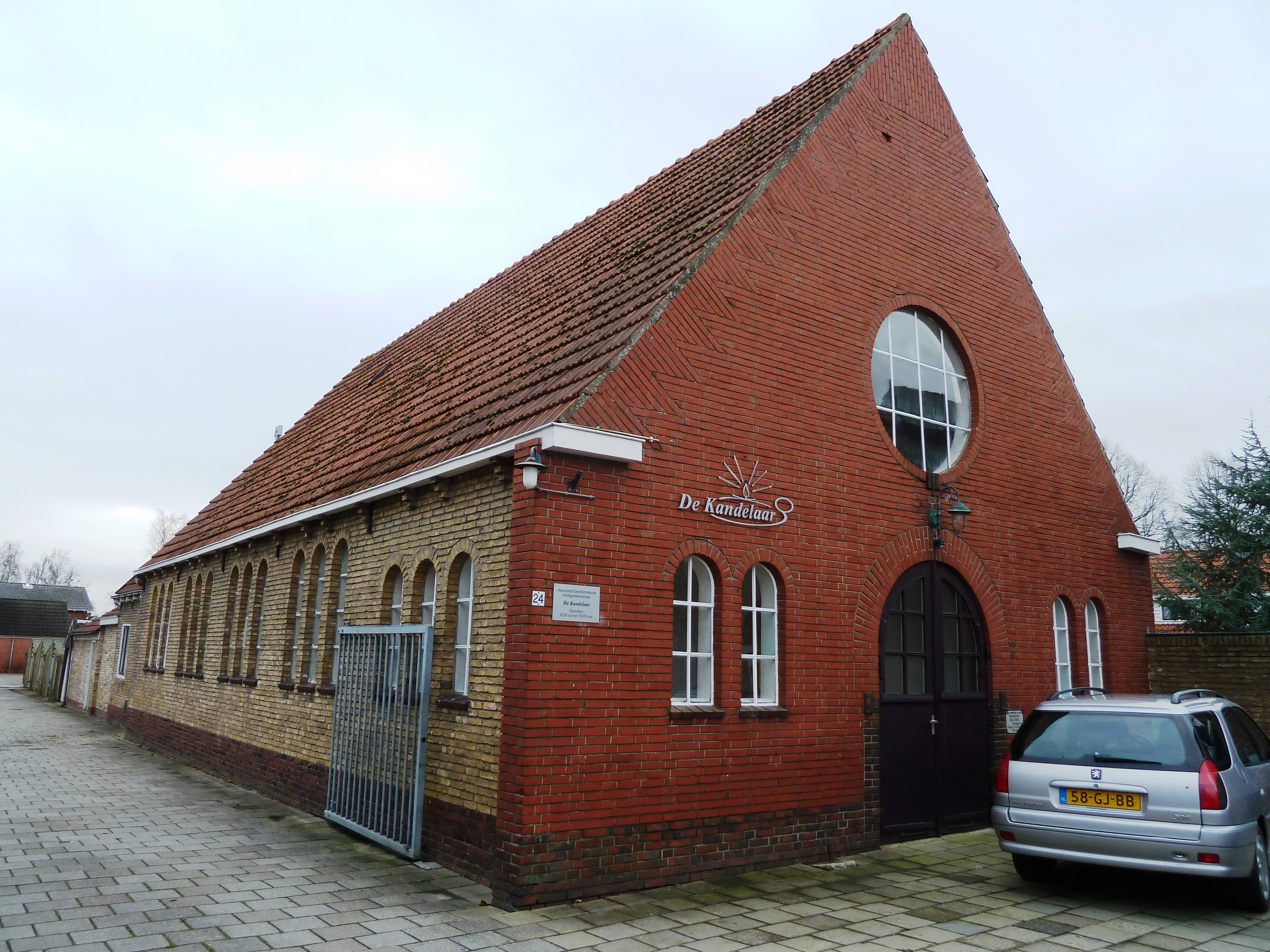
De Kandelaar (hervormd-gereformeerde kerk)

## Kollumer kaas
De naam Kollum werd aan een kaassoort verbonden, de Kollumer kaas. Deze kaas wordt gemaakt van rauwe melk en heeft een pittige smaak. Ieder jaar werden in de week voor Koninginnedag de Kollumer Kaasdagen georganiseerd. Doordat Frico (tijdelijk) stopte met de Kollumer Kaas en daarmee met de sponsoring van de Kollumer Kaasdagen, ging de feestweek vanaf 2007 verder onder de naam Kollumer Katdagen. Het organisatiecomité ging bovendien op in de stichting Activiteiten Platform Kollum. Een van de vaste evenementen tijdens deze dagen is een trim- en sponsorloop, de zogenaamde Kollumer Katloop.

## Sport

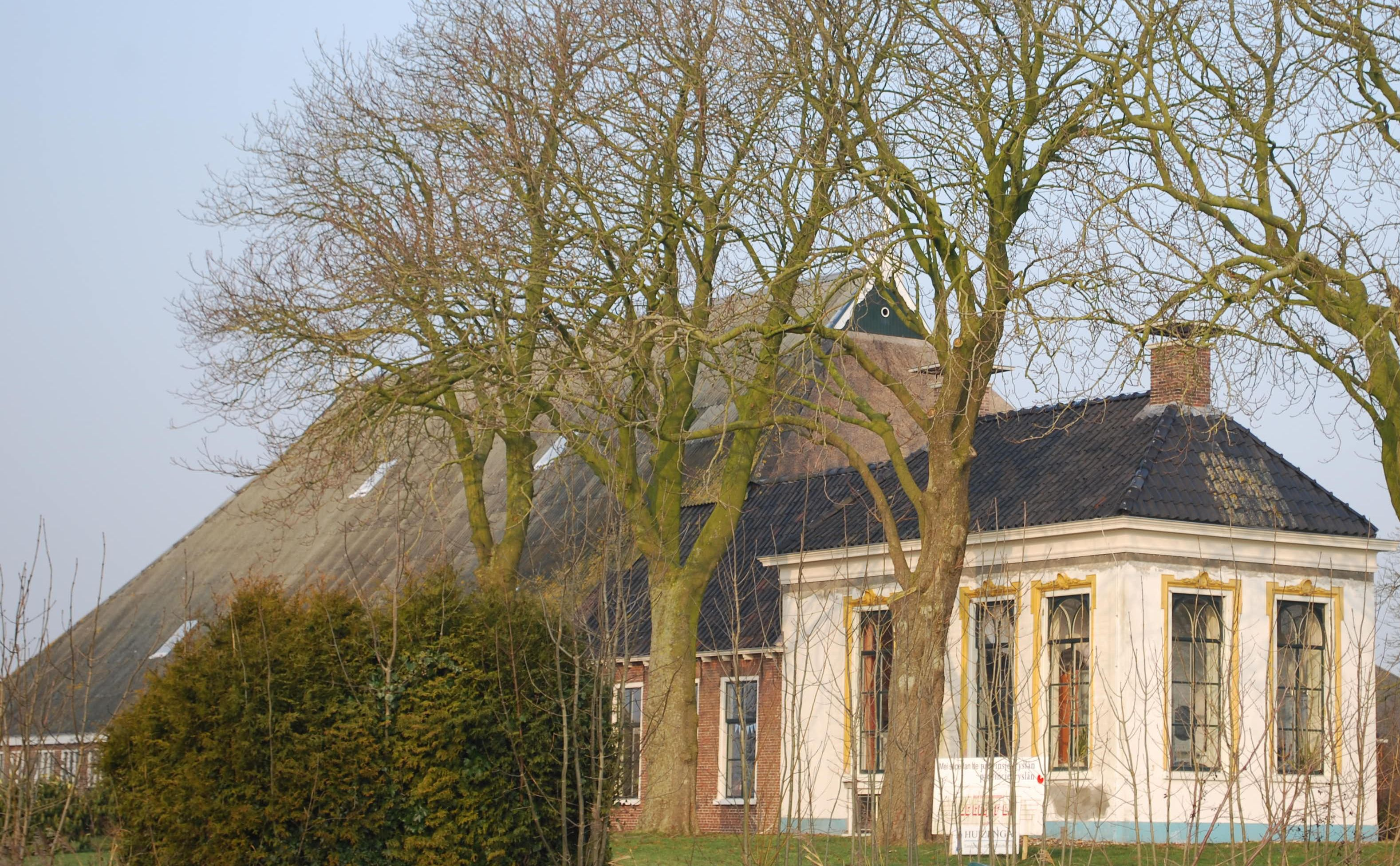
Boerderij buiten de dorpskern

Kollum heeft een voetbalvereniging met de naam VV Kollum. Verder is er onder meer een tennisvereniging met de naam Kollumer Tennis Club, een gymnastiekvereniging Wardy Kollum en een korfbalvereniging Invicta.

## Cultuur
Het dorp een cultureel centrum De Colle en verder Brassband Wâldbrass, de zangvereniging Sing In Kollum, de Toneelvereniging Oldehove en de Kollumer Amateur Toneelvereniging (KAT).
In het dorp werd de streekkrant, het Nieuwsblad van Noord-Oost Friesland uitgegeven, ook wel de Kollumer Courant genoemd. In 2009 werd de krant overgenomen door de NDC Mediagroep, waardoor de krant niet meer vanuit Kollum zelf werd uitgegeven.

## Toerisme
Het dorp heeft een jachthaven in het dorp, met enkele toeristische aanlegplaatsen aan de Sylsterryd, richting het centrum. Meer toeristische aanlegplaatsen bevinden zich aan de westkant van het Kollumer Kanaal. Nabij de buurtschap Dokkumer Nieuwe Zijlen in het uiterste noorden van het dorpsgebied van Kollum ligt nog een jachthaven aan het Dokkumerdiep. Aan de Stroobossertrekvaart ligt een camping, aan de rand van het dorp.

## Onderwijs
Er zijn meerdere scholen in Kollum. Voor het basisonderwijs zijn er drie basisscholen; de Koningin Julianaschool, Prof Casimir en Prins Bernhardschool. Voor het voortgezet onderwijs zijn er de !mpulse Kollum en een schoollocatie van het Lauwers College. In 2019 werden de beide laatste scholen ondergebracht in een verzamelgebouw, de Campus Kollum, samen met de bibliotheek en cultureel centrum 'de Colle'. Op maandag 17 augustus 2020 is het nieuwe kindcentrum in gebruik genomen. Hierin zitten de Julianaschool en de prof. Casimir en de kinderopvang.

## Bevolkingsontwikkeling
Aantal inwoners door de jaren heen per 1 januari.
| 1999 | 2000 | 2001 | 2002 | 2003 | 2004   | 2005 | 2006 | 2007 | 2008 | 2009 | 2010 | 2011 | 2012 | 2013 | 2014 | 2015 | 2016 | 2017 | 2018 | 2019 | 2020 | 2021 | 2023 |
| ---- | ---- | ---- | ---- | ---- | ------ | ---- | ---- | ---- | ---- | ---- | ---- | ---- | ---- | ---- | ---- | ---- | ---- | ---- | ---- | ---- | ---- | ---- | ---- |
| 5664 | 5675 | 5695 | 5745 | 5785 | 5610 ^ | 5615 | 5655 | 5650 | 5685 | 5670 | 5580 | 5525 | 5525 | 5480 | 5520 | 5510 | 5515 | 5530 | 5570 | 5570 | 5636 | 5720 | 5720 |

^ Deze daling heeft te maken met de sluiting van het AZC

## Bekende (ex-)inwoners

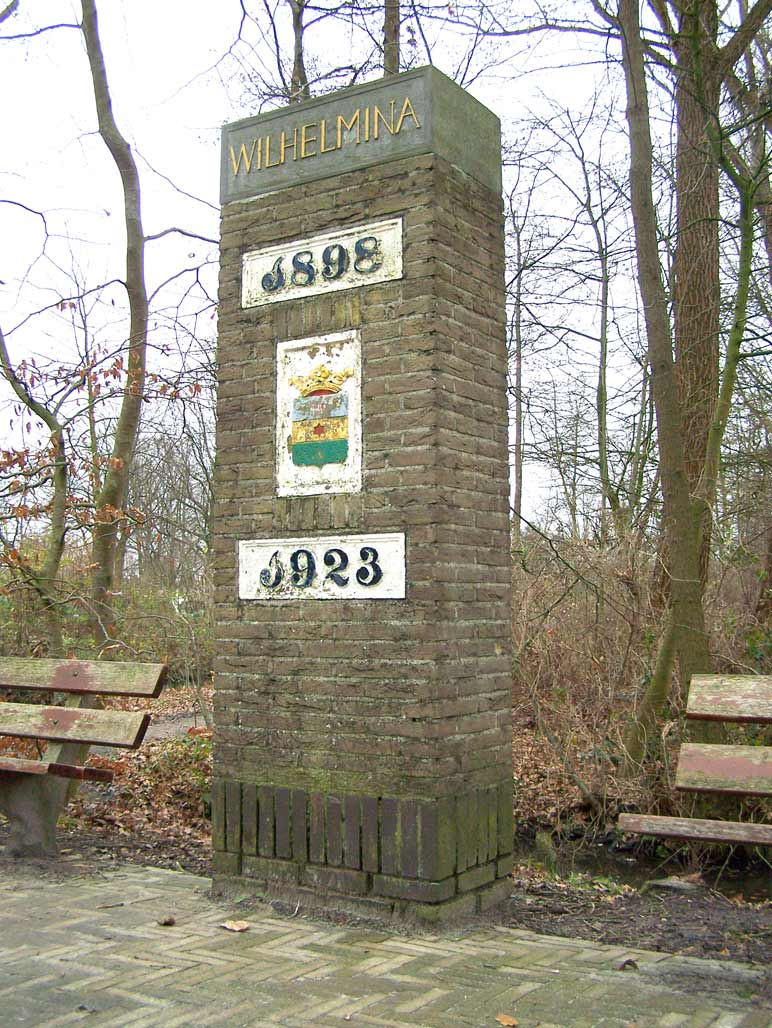
Monument voor het zilverjubileum van koningin Wilhelmina

- De politicus Gerrit Gezinus Post (1910-2000) groeide op in Kollum.
- Fokke de Jong (drummer van o.a. Normaal, De Kast, King Of The World).

### Geboren in Kollum
- Herman Collenius (1650-1723), kunstschilder
- Martinus van Scheltinga (1744-1820), bestuurder
- Arnoldus Johannes Andreae (1845-1899), notaris en schrijver
- Bonne Kazemier (1875-1967), architect
- Rommert Casimir (1877-1957), opvoedkundige en onderwijsvernieuwer
- Jan Feitsma (1884-1945), tijdens de Tweede Wereldoorlog procureur-generaal te Amsterdam
- Sipke van der Land (1937-2015), televisiepresentator, christelijk schrijver en predikant
- Bartele Vries (1942), politicus
- Feike Salverda (1946-1996), onderzoeksjournalist
- Jacob Slagter (1958), hoornist en dirigent
- Jaap de Vries (1961-2010), illustrator en schrijver
- Alex de Jong (1967), fantasyschrijver
- Hartthijs de Vries (1996), wielrenner

### Overleden in Kollum
- Willem Hendrik van Sytzama (1763-1848), jurist, politicus en bestuurder
- Dirk ter Haar (1860-1905), notaris, entomoloog en mede-oprichter van de ANWB
- A.D. (Anton) Hildebrand (1907-1977), kinderboekenschrijver
- Foekje Dillema (1926-2007), atlete
- Dick Passchier (1933-2017), televisiepresentator

Steden, dorpen en gehuchten: Aalsum · Anjum · Augsbuurt · Birdaard · Blija · Bornwird · Brantgum · Burum · Dokkum · Ee · Engwierum · Ferwerd · Foudgum · Genum · Hallum · Hantum · Hantumeruitburen · Hantumhuizen · Hiaure · Hogebeintum · Holwerd · Janum · Jislum · Jouswier · Kollum · Kollumerpomp · Kollumerzwaag · Lichtaard · Lioessens · Marrum · Metslawier · Munnekezijl · Moddergat · Morra · Nes · Niawier · Oosternijkerk · Oostmahorn · Oostrum · Oudwoude · Paesens · Raard · Reitsum · Ternaard · Triemen · Veenklooster · Waaxens · Wanswerd · Warfstermolen · Westergeest · Wetsens · Wierum · Zwagerbosch

Buurtschappen: Abbewier · Bartlehiem (deels) · Beintemahuis · Betterwird · Bollingawier · Bonte Hond · Bornwirdhuizen · Boteburen · Brandeburen · De Dellen · De Keegen · De Kolk · De Leegte · De Rijp · De Wirden · De Schans · Dijkshorne · Dokkumer Nieuwe Zijlen · Drieboerehuizen · Ezumazijl · Groot Medhuizen · Halfweg · Hallumerhoek · Hanenburg · Hantumerhoek · Huis ter Noord · Kettingwier · Klein Medhuizen · Kletterbuurt · Kollumeroudzijl · Krabburen · Laagland · Lutkewier · Molenbuurt · Nieuwland · Oudeterp · Oudwouderzijlen · Reidswal · Scharnehuizen · Stiem · Teerd · Teijeburen · Tergracht (deels) · Ter Lune · Tibma · Tilburen · Tiltjeburen · Vaardeburen · Veldburen · Vijfhuizen (Hallum) · Vijfhuizen (Ternaard) · Visbuurt · Weerdeburen · Westerburen · Westernijkerk · Wie · Wijgeest · Zevenhuizen

Streken: 't Schoor · Galilea · It Paradyske · Lutkelaard · Sibrandahuis · Steenharst · Steenvak · Wildpad (deels) · Zandbulten · Zwagerveen

Friesland: Steden en dorpen      Nederland: Provincies · Gemeenten